# 扶绥县

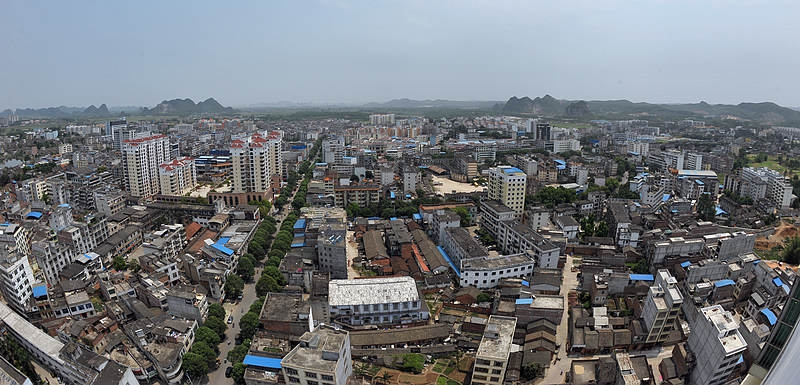
扶绥县城新宁镇

扶绥县位于中国广西壮族自治区西南部，是崇左市所辖的一个县。面积2876平方公里，县人民政府驻新宁镇。

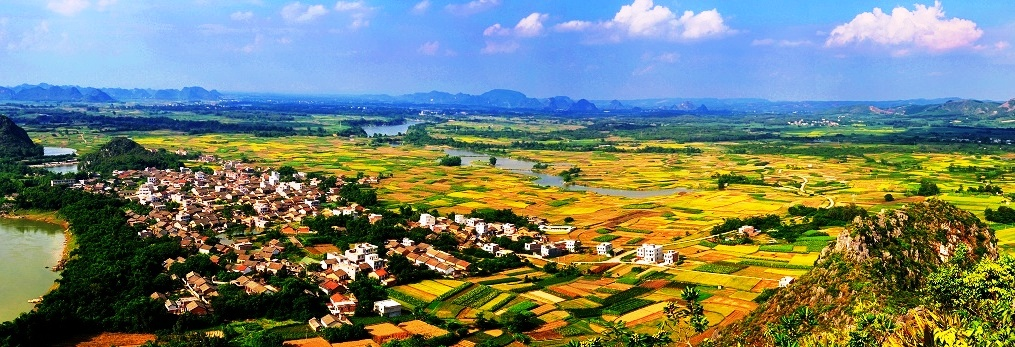
扶绥县農村地區

## 历史
- 民国三年（1914年），新宁州改名扶南县，永康县改名同正县；5年（1916年），改忠县为绥渌县。
- 1951年7月，扶南、同正、绥渌三县合并为扶同绥县，1952年改为扶绥县。

## 人口
根據第七次人口普查數據，截至2020年11月1日零時，扶綏縣常住人口為408921人。

## 地理

### 气候
属南亚热带季风区。年均温21.3～22.8℃，历年最低温-0.6℃，最高温39.5℃；年降水量1050～1300毫米。

## 交通
湘桂铁路； 210国道、 322国道、 359国道、 南友高速、 合那高速、 南宁外环高速过境；左江在丰水、枯水期分别可通航500、150吨位的船舶。

## 行政区划
扶绥县辖8个镇、3个乡。
新宁镇、渠黎镇、渠旧镇、柳桥镇、东门镇、山圩镇、中东镇、东罗镇、龙头乡、岜盆乡和昌平乡。